# Yasir al-Sultan
Yasir Abdullah al-Sultan (* 1983) ist ein saudi-arabischer Fußballschiedsrichterassistent. Seit 2017 steht er als dieser auf der FIFA-Schiedsrichterliste.

## Karriere

### Vereinsmannschaften
Ab spätestens September 2017 assistierte al-Sultan bei Spielen der Saudi Professional League. Ungefähr in derselben Zeit wurde er auch bei Spielen des King Cup eingesetzt. Ab dem Jahr 2021 kamen auch Partien des AFC Cup sowie ab der Spielzeit 2022 welche in der AFC Champions League hinzu.

### Nationalmannschaften
Nach ersten Einsätzen in Freundschaftsspielen ab November 2017 assistierte er auch bei größeren Turnieren. So war er Teil des Teams um Majed al-Shamrani bei den Südostasienspielen 2019. Als Teil des Stabs um Khaled al-Turais assistierte er dann auch bei zwei Partien der U-23-Asienmeisterschaft 2022. Anschließend folgten noch ein Spiel unter Shukri al-Hunfush beim Golfpokal 2023 sowie ein paar Partien bei der U-20-Weltmeisterschaft 2023 unter Mohammed al-Hoaish. Unter diesem ist er auch für die Klub-WM 2023 nominiert.